# La Colle
La Colle war bis 2013 ein Stadtbezirk im Fürstentum Monaco. Der Stadtbezirk lag im Westen der Stadt und somit nördlich von Fontvieille. La Colle grenzte zudem im Osten an Moneghetti, im Norden an Les Révoires und im Westen an Frankreich.
La Colle war Monacos Stadtteil mit der zweitniedrigsten Bevölkerungszahl (2829 Einwohner) und der drittkleinste hinsichtlich der Fläche (0,11 km²).